# 무쓰이와사키역
무쓰이와사키역(일본어: 陸奥岩崎駅)은 일본 아오모리현 니시쓰가루군 후카우라정에 위치한 동일본 여객철도 고노 선의 철도역이다. 단선 승강장 1면 1선의 구조를 갖춘 지상역이다.

## 이용 현황
| 승차 인원 추이 | 승차 인원 추이 |
| 연도           | 1일 평균       |
| -------------- | -------------- |
| 2000           | 46             |
| 2001           | 45             |
| 2002           | 38             |
| 2003           | 37             |

## 역 주변
- 이와사키 어항
- 후카우라 정청 이와사키 지소
- 이와사키 공민관

## 역사
- 1932년 10월 14일 : 일본 철도성의 역으로서 니시쓰가루 군 이와사키 촌에 개업.
- 1986년 11월 1일 : 전자 폐색 도입에 의해 이와다테 - 후카우라 간 1폐색화에 의해 운전취급 폐지, 간이위탁화.
- 1987년 4월 1일 : 일본국유철도 분할 민영화에 의해, 동일본 여객철도가 승계.
- 2005년 3월 31일 : 이 날에 의해서 후카우라 정 상공회 위탁의 간이위탁이 종료되어, 다음날부터 무인역으로 전환.
- 2010년 4월 1일 : 후카우라역에서 고쇼가와라 역으로 관리역을 변경.

## 인접 역
| 동일본 여객철도 고노 선  | 동일본 여객철도 고노 선 | 동일본 여객철도 고노 선 |
| ------------------------ | ----------------------- | ----------------------- |
| 주니코 히가시노시로 방면 | 고노 선                 | 무쓰사와베 가와베 방면  |